# Carlton Chambers
Carlton Chambers (* 27. Juni 1975 in Toronto) ist ein ehemaliger kanadischer Sprinter.
1994 siegte er bei den Commonwealth Games in Victoria mit dem kanadischen Team in der 4-mal-100-Meter-Staffel.
Bei den Olympischen Spielen 1996 in Atlanta schied er über 200 Meter im Vorlauf aus. In der 4-mal-100-Meter-Staffel war er in den ersten beiden Runden Teil der kanadischen Mannschaft, die schließlich die Goldmedaille gewann (Chambers räumte im Finale seinen Platz wegen einer Verletzung für Robert Esmie).
1997 kam er bei den Weltmeisterschaften in Athen über 100 Meter nicht über die erste Runde hinaus. Auch hier trug er mit einem Einsatz im Vorlauf zum Sieg der kanadischen Stafette bei.
Zusammen mit den anderen Mitgliedern der Goldstafette von 1996 wurde er 2008 in die kanadische Sports Hall of Fame aufgenommen.

## Bestzeiten
- 60 m: 6,60 s, 23. Februar 1998, Syracuse
- 100 m: 10,19 s, 1. Juni 1996, Eugene
- 200 m: 20,66 s, 1. Juni 1996, Eugene